# 5.5 Metre

Ilustração de embarcação da classe 5.5 Metre.

A classe internacional dos 5.5 metros, internacionalmente conhecida como 5.5 Metre, é uma classe de iates clássicos de corrida. Ela foi criada para produzir um barco de quilha de corrida que proporcionasse uma experiência de navegação semelhante à da Classe Internacional 6 Metre, mas a um custo inferior.
Se os parâmetros de projeto de um novo barco proposto resultarem em uma saída da fórmula superior a 5,5 metros, então um ou mais dos parâmetros deverão ser ajustados adequadamente. Os dados de desempenho obtidos a partir de modelos de teste rebocados em um longo tanque de água (referido no projeto de iate como bacia do modelo de navio) podem sugerir combinações ideais de parâmetros.